# Tour Down Under

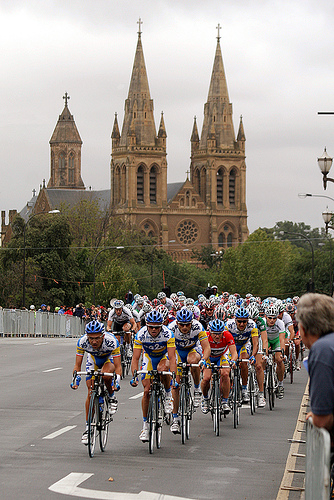
Le peloton du Tour Down Under emmené par l'équipe AG2R, en 2007.

Le Tour Down Under est une course cycliste professionnelle par étapes courue autour de la ville australienne d'Adélaïde. Courue pour la première fois en 1999, elle est depuis 2008 la première manche au calendrier de l'UCI ProTour, aujourd'hui World Tour. Le directeur de la course est Michael Turtur, ancien champion olympique de poursuite par équipes aux Jeux de Los Angeles en 1984, et actuel président de la Confédération océanienne de cyclisme. Celui-ci est également le principal instigateur de la création de la course cycliste en Australie-Méridionale.
Précédé par la People's Choice Classic, un critérium dans les rues d'Adélaïde, le Tour Down Under est composé de six étapes en ligne. Il fait figure de principale course cycliste d'Océanie et de premier rendez-vous de la saison puisque situé durant la troisième semaine de janvier, du mardi au dimanche. l'Australien Simon Gerrans est le seul coureur à avoir remporté la course à quatre reprises.
Motivée par des aspects aussi bien sportifs que touristiques et économiques, la société Events South Australia, affiliée à la South Australian Tourism Commission, organise le Tour Down Under depuis sa création et en est la propriétaire. Le producteur gazier et pétrolier Santos Limited donne son nom à la course depuis 2010, tandis que l'entreprise viticole Jacob's Creek avait un contrat de naming de 1999 à 2006.

## Origine du nom
Le terme Down Under (signifiant « en bas, en dessous ») est une expression anglaise utilisée pour désigner l'Australie et la Nouvelle-Zélande ou autre pays insulaire du Pacifique Sud comme les Fidji et Samoa. L'origine de ce terme vient du fait que ces pays se trouvent dans l'hémisphère Sud, « en dessous sur la carte » de la plupart des autres pays du monde,. Parcourant le sud de l'Australie-Méridionale, ce tour est vraiment en bas et en dessous, c'est-à-dire traversant les terres du sud de l'Australie. Toutefois, depuis 2015, la Cadel Evans Great Ocean Road Race est courue encore plus au sud.

## Historique
La première édition du Tour Down Under a lieu en janvier 1999. Il est créé par l'État d'Australie-Méridionale, sur une idée de Mike Turtur. Turtur en devient le directeur de course. Très vite, la course se développe au niveau continental, et encore aujourd'hui elle apparaît comme la plus prestigieuse course de l'hémisphère Sud. Avec l'objectif de faire connaître au monde entier la province d'Australie-Méridionale grâce aux télédiffusions, le premier Tour Down Under est lancé en 1999 donc, avec un circuit de 42,5 km autour d'Adélaïde. Après un sprint massif, Nicolaj Bo Larsen est le premier vainqueur d'étape le 19 janvier. Six jours plus tard, c'est l'Australien Stuart O'Grady qui remporte le classement général final. Cette première édition est classée 2.4 au calendrier international de l'Union cycliste internationale.
Le Tour Down Under est promu en classe 2.3 l'année suivante. Dès lors, la course est programmée sur six jours, mais débute le mardi à partir de 2000, contrairement à la première édition qui commença un dimanche. En 2001 et 2002, une course en circuit est organisée dans le quartier côtier de Glenelg, dans la banlieue d'Adélaïde. Mais ce critérium prend fin lorsque, en 2003, le Tour Down Under passe à nouveau par Adélaïde. En 2005, à la création des circuits continentaux, le Tour Down Under devient l'épreuve de l'UCI Oceania Tour la mieux classée, en 2.HC, jusqu'en 2007. En 2008, le Tour Down Under est candidat à l'intégration dans l'UCI ProTour et devient la première course non-européenne à être promue, avec le soutien appuyé de l'ancien quintuple vainqueur du Tour Miguel Indurain. Elle en devient la première épreuve du calendrier, puisqu'ayant lieu pendant la deuxième moitié du mois de janvier.

### La domination australienne (1999-2002)
Les premières éditions du Tour Down Under sont marquées par la domination des coureurs locaux, avec en point d'orgue celle de 2002 dont toutes les étapes et tous les classements sont remportés par les cyclistes australiens. Quelques équipes de renom prennent part à la course de pré-saison, comme la Deutsche Telekom, la Saeco, l'ONCE-Deutsche Bank ou la Mapei-Quick Step. Le sprinter de l'équipe cycliste Crédit agricole Stuart O'Grady se classe parmi les dix premiers des quatre compétitions.

### Premières victoires étrangères (2003-2007)

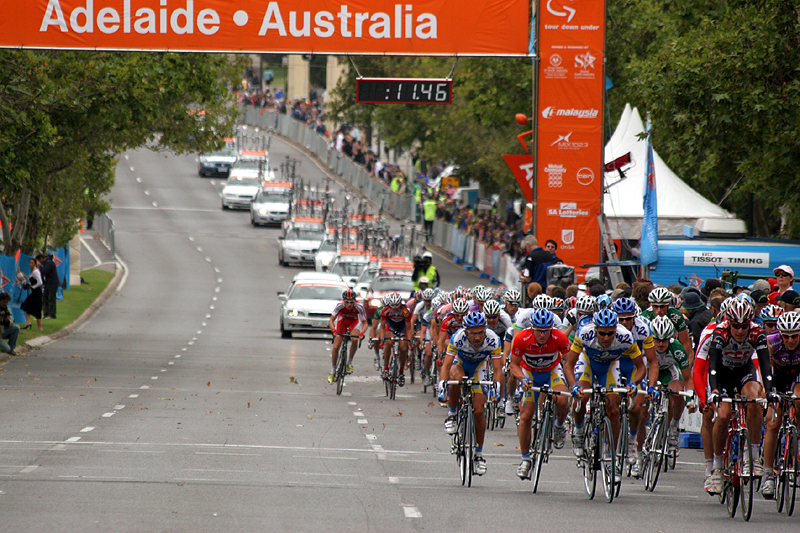
Le peloton en 2007.

La victoire finale de Mikel Astarloza en 2003 se joue pour la première fois aux bonifications devant Lennie Kristensen. L'arrivée du Tour Down Under s'effectue à nouveau dans les rues d'Adélaïde, de même que l'arrivée au sommet de Willunga, qui voit la victoire de grimpeurs comme Giampaolo Caruso ou Alberto Contador.
De 2003 à 2007, ce sont des baroudeurs qui triomphent devant les sprinters : Mikel Astarloza, Patrick Jonker, Luis León Sánchez, Simon Gerrans et Martin Elmiger. Baden Cooke, Robbie McEwen et Allan Davis remportent à eux trois presque la moitié des étapes mises en jeu lors de ces cinq éditions.
L'équipe UniSA-Australia inscrit deux fois son nom au palmarès des meilleures équipes, et voit pour la première fois un de ses coureurs premier du classement général final : Patrick Jonker en 2004.

### L'ère Greipel (2008-2010)

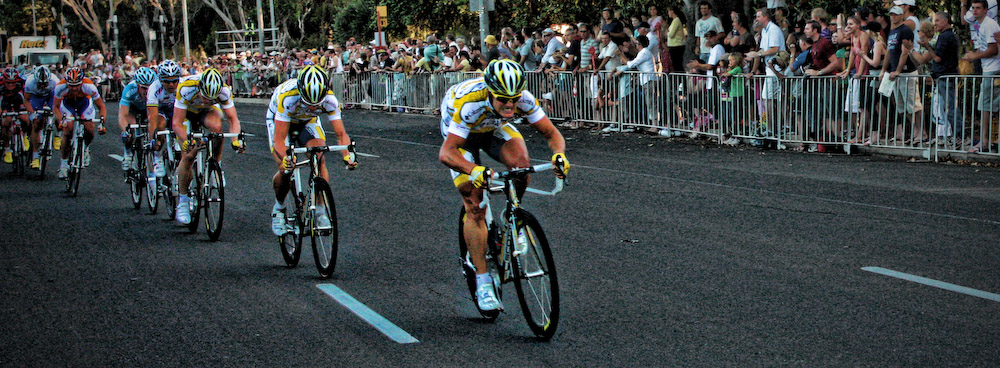
Le peloton étiré par le train HTC-Highroad en 2009.

Les éditions 2008 et 2009 voient toutes leurs étapes se conclure par un sprint massif. L'Allemand André Greipel domine les débats avec quatre étapes en 2008 et la victoire finale, la première étape en 2009 ainsi que trois étapes et le classement général en 2010. Cette domination est partagée avec Allan Davis, qui inscrit son nom au palmarès du Tour Down Under en 2009 et signe une étape en 2008 et trois en 2009.
José Joaquín Rojas règne quant à lui sur le classement des jeunes avec le maillot en 2008 et 2009, tout comme la Française des Jeux sur le classement des équipes durant les mêmes années.

### Place aux puncheurs (depuis 2011)
Après la domination des sprinteurs, l'arrivée en haut de Old Willunga Hill change la donne dès 2012 : 3,5 km à 7,5 %. Les vainqueurs ne sont plus des hommes rapides, mais des puncheurs : Cameron Meyer en 2011, Simon Gerrans en 2012, 2014 et 2016, Tom-Jelte Slagter en 2013 et Rohan Dennis en 2015.
De 2014 à 2019, Richie Porte s'impose six fois consécutivement lors de l'étape se terminant à Willunga Hill. Il remporte la classement général en 2017 et 2020. En 2018, il termine dans le même temps que le vainqueur Daryl Impey. Ce dernier devient en 2019 le premier coureur à remporter deux années de suite la course.
Les éditions 2021 et 2022 ont été annulées en raison de la pandémie de Covid-19.

## Détails de la course

### Parcours

#### Critérium d'avant course
Nommée successivement la Cancer Council Helpline Classic, la People's Choice Classic, la Down Under Classic, puis la Schwalbe Classic, la course est un critérium disputé au cœur d'Adélaïde. Le parcours proposé aux coureurs varie entre 50 et 55 km, et est généralement constitué d'une trentaine de boucles d'un circuit dont la longueur oscille entre 1,5 et 2 km. La première édition a lieu en 2006, et vit le sprinteur australien Robbie McEwen s'imposer. Avec quatre succès, Caleb Ewan compte le plus de victoires.

#### Tour Down Under

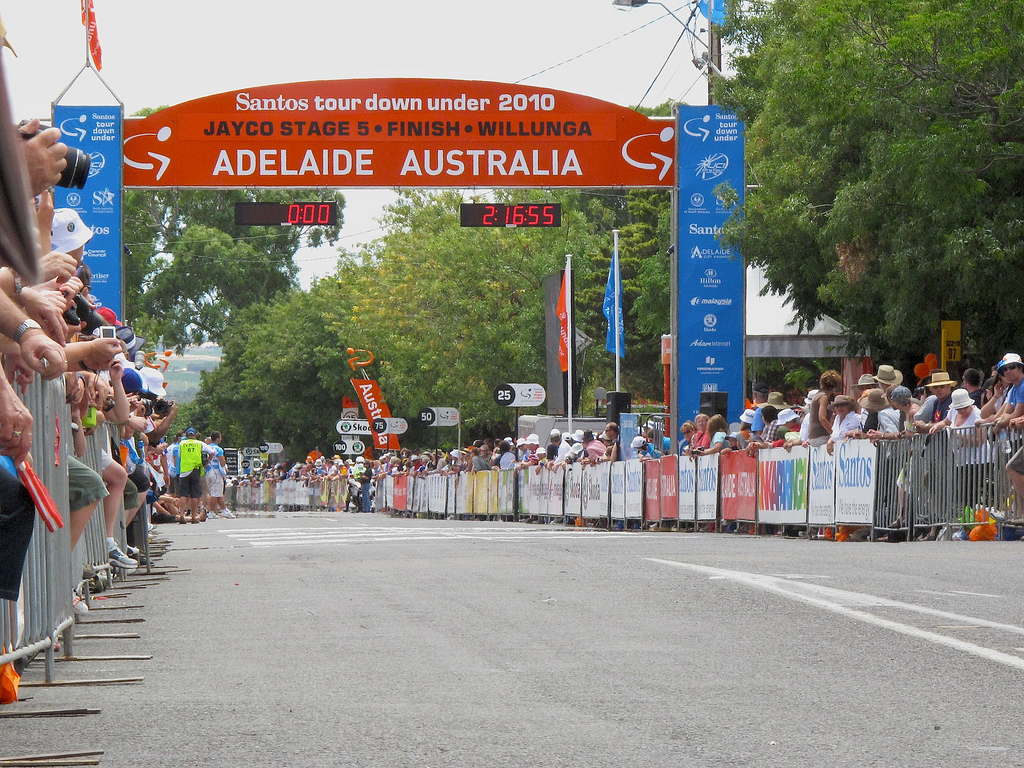
Arrivée à Willunga de la 5e étape du Tour Down Under 2010

Le Tour Down Under est disputé dans l'État d'Australie méridionale, sur des routes essentiellement plates. Il convient par conséquent aux sprinters et aux coureurs souhaitant préparer la saison qui débute,.
La course commence par un critérium de 40 à 50 km disputé à Adélaïde. En 2001 et 2002, cette étape d'ouverture a eu lieu à Glenelg, dans la banlieue d'Adélaïde. De 1999 à 2007, le Tour Down Under comprend cinq étapes en plus de ce critérium. Depuis 2008, il se compose de six étapes. La dernière étape, de 80 à 90 kilomètres, est courue à Adélaïde depuis la création de la course. Parmi les villes-étapes les plus fréquentées, il faut noter Victor Harbor, Norwood, Clare, la Ville d'Unley ou encore Angaston.
La principale difficulté de la course est la colline de Willunga. Elle est gravie deux fois lors de la cinquième étape depuis 2009, contre une lors des éditions précédentes. Un circuit légèrement vallonné est également ajouté lors de la deuxième étape entre Hahndorf et Stirling en 2009. Ces changements visent à rendre la course plus animée, les six étapes de l'édition 2008 s'étant terminées au sprint. Malgré cette modification, les étapes de 2009 se concluent toutes par un sprint massif.
En 2012, les organisateurs innovent à nouveau, en proposant une arrivée au sommet de la 2e ascension de la Willunga Hill, puis ils introduisent d'autres étapes pour puncheurs.

### Maillots distinctifs

#### Cancer Council Classic jersey
De 2006 à 2010 le vainqueur de la Cancer Council Helpline Classic portait un maillot distinctif bleu sur la première étape du Tour Down Under.

#### Ochre jersey
De couleur ocre, il est attribué au leader du classement général. Son nom officiel est Santos Tour Down Under Ochre Leader’s Jersey et le classement qui l'attribue tient compte des bonifications distribuées lors des étapes. En cas d'égalité, les coureurs concernés sont départagés par les places qu'ils ont obtenues sur les différentes étapes. Ce fut le cas en 2012 quand, au terme des six étapes, Simon Gerrans et Alejandro Valverde furent classés dans le même temps, l'Australien l'emportant au cumul des places sur les étapes. Par ailleurs, seuls deux coureurs ont porté le maillot ocre de leader durant les six étapes : Simon Gerrans en 2006 et André Greipel en 2010.
Le sponsor principal du maillot de leader est le producteur gazier et pétrolier australien Santos ainsi que la ville d'Adélaïde.

#### Sprint jersey
De couleur bleue, il est attribué au leader du classement par points. Son nom officiel est Santos Tour Down Under Jayco Sprint Jersey et le classement qui l'attribue est établi grâce aux barèmes suivants : lors des sprints intermédiaires, 5, 3 et 2 points sont attribués aux trois premiers, tandis qu'aux arrivées ce sont 15, 14, 13, 12, 11, 10, 9, 8, 7 et 6 points pour les dix premiers. Robbie McEwen est le seul coureur à avoir remporté trois classements par points.
Le principal sponsor du maillot par points est le fabricant de camping-car américain Jayco.

#### King of the Mountain jersey
De couleur blanche à pois verts, il est attribué au leader du grand prix de la montagne. Son nom officiel est Santos Tour Down Under Škoda King of the Mountain Jersey et les points attribués aux sommets sont distingués en deux catégories : les ascensions les plus dures, de catégorie 1 (16, 12, 8, 6 et 4 points aux cinq premiers), et les ascensions plus faciles, de catégorie 2 (10, 6, 4 et 2 points pour les quatre premiers). Cadel Evans détient le record de victoires avec trois classifications en 2002, 2003 et 2006.
Le sponsor principal du maillot du « Roi de la montagne » est le constructeur automobile tchèque Škoda.

#### Young rider’s jersey
De couleur noire avec des motifs jaunes et roses, il est attribué au jeune de moins de 25 ans le mieux classé au général. Son nom officiel est Santos Tour Down Under Cycle Instead Young Rider Jersey et le classement qui l'attribue est établi à partir du classement général, en ne tenant compte que des coureurs âgés de 25 ans ou moins au 1er janvier de l'année d'organisation de la course. Gene Bates et José Joaquín Rojas codétiennent le record de victoire avec deux titres respectivement en 2001 et 2003, et en 2008 et 2009.

#### Most aggressive rider’s jersey
De couleur verte, il est attribué au coureur ayant été jugé comme le plus agressif c'est-à-dire le coureur ayant effectué de nombreuses attaques ou ayant mené une échappée. Son nom officiel est Santos Tour Down Under Europcar Most Competitive Rider Jersey et est attribué par un jury spécifique à la fin de chaque étape. Le vainqueur final de ce classement est le supercombatif, et il est désigné lors de la dernière étape. Cependant l'UCI n'autorisant que quatre maillots distinctifs pendant les courses professionnelles, le plus combatif ne porte pas ce maillot durant l'étape suivante.
Le principal sponsor du maillot est l'entreprise de location de véhicules française Europcar.

#### Winning team jersey
De couleur rouge, il est attribué à l'équipe leader du classement général par équipe. Son nom officiel est Santos Tour Down Under Hindmarsh Winning Team Jersey et le temps d'équipe est calculé en additionnant le temps cumulé des 4 premiers coureurs de chaque équipe. Ce maillot n'est pas porté en course. UniSA, la Française des Jeux et RadioShack sont les trois seules équipes à avoir remporté deux fois ce classement.
Le principal sponsor du maillot des équipes est l'entreprise de construction australienne Hindmarsh.

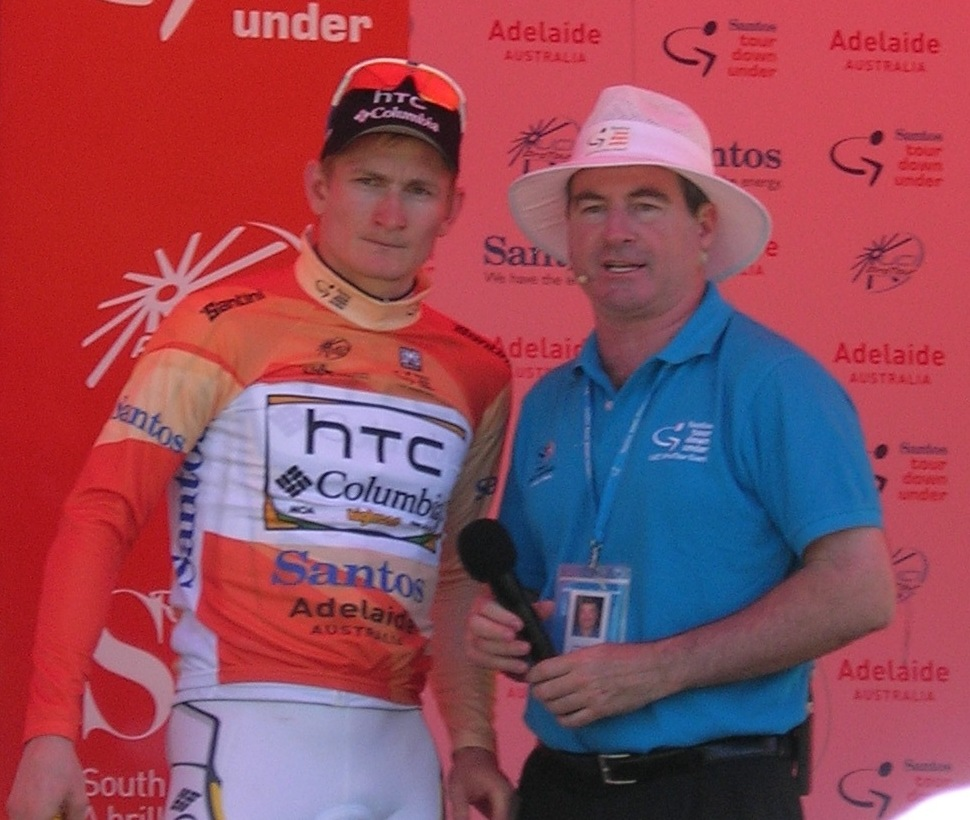
André Greipel avec le maillot de leader.
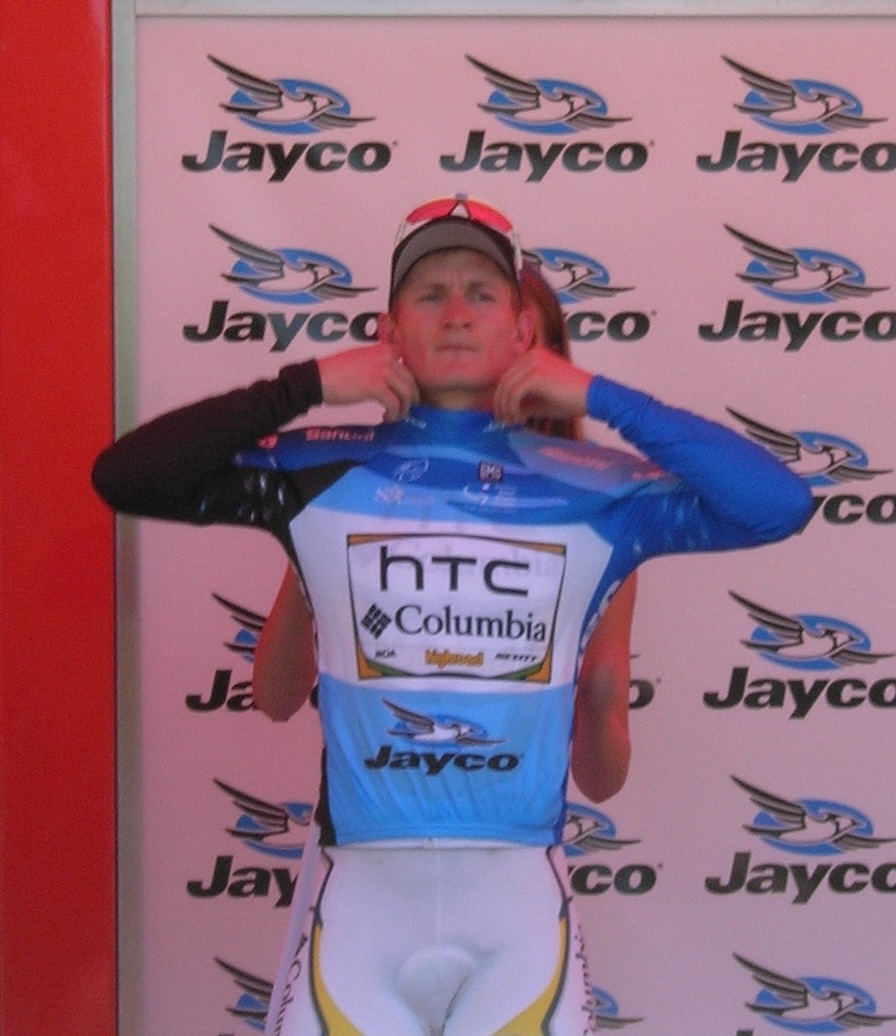
André Greipel avec le maillot par points.
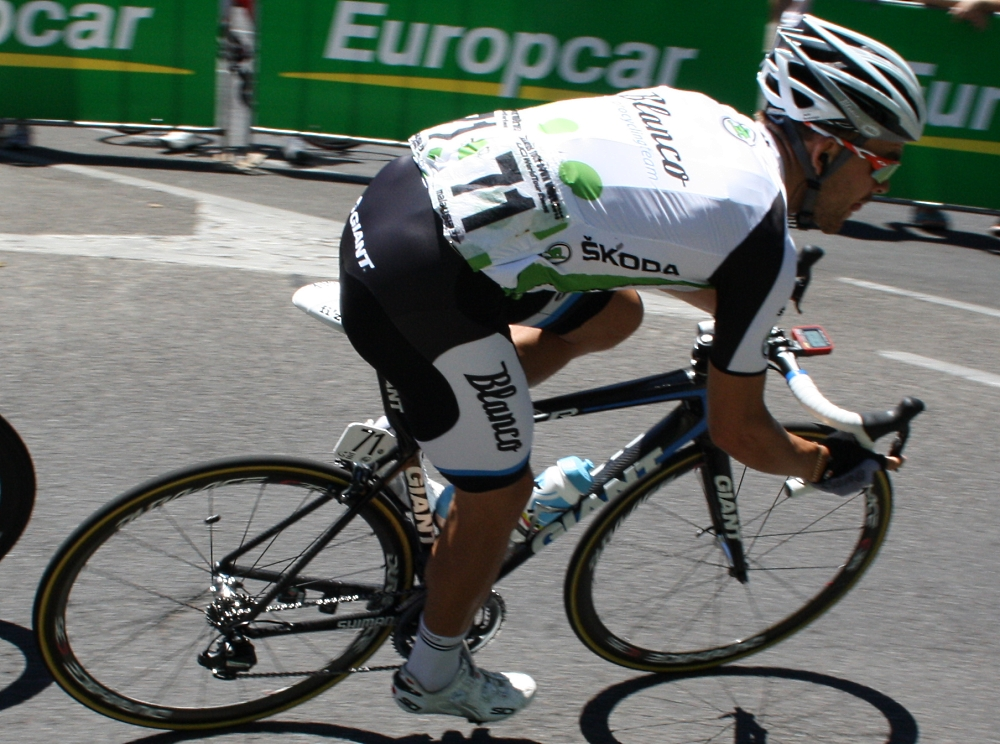
Jack Bobridge avec le maillot de la montagne.
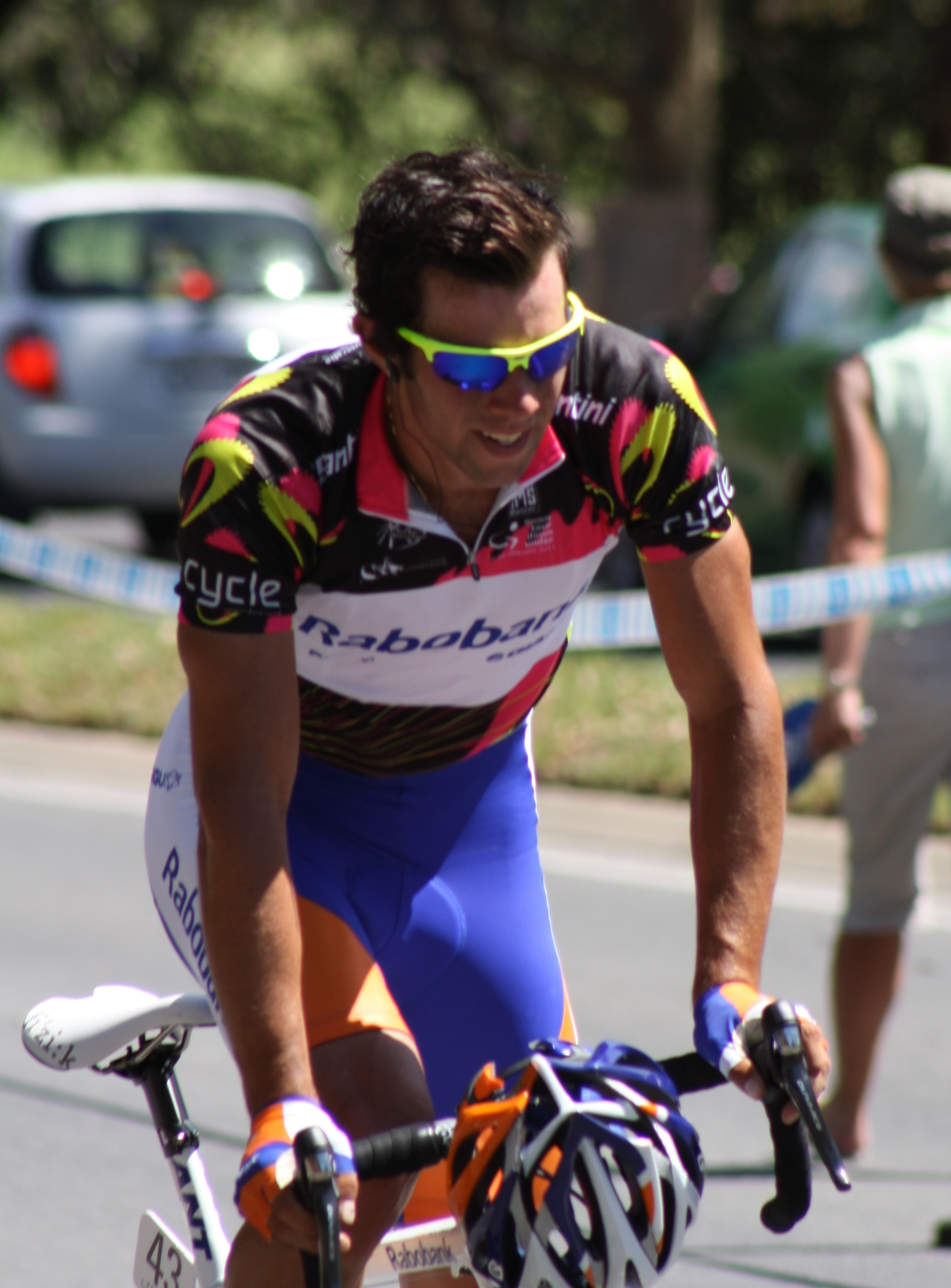
Michael Matthews avec le maillot des jeunes.

### UniSA

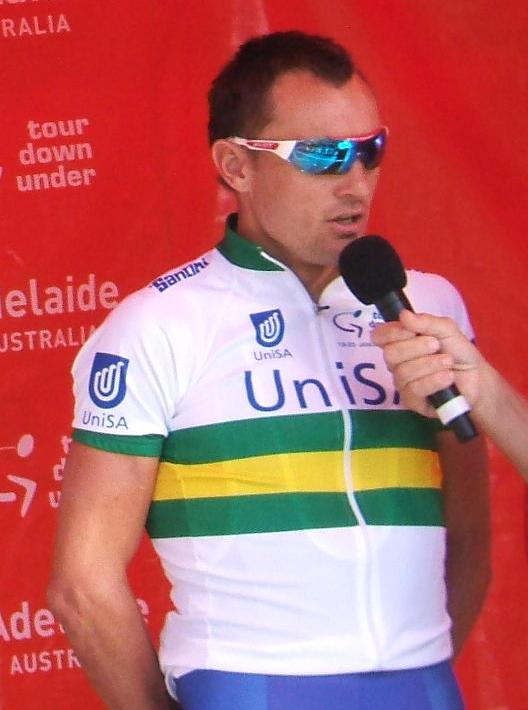
Baden Cooke avec le maillot de l'équipe UniSA.

Une des particularités du Tour Down Under est la participation, depuis 2001, d'une équipe uniquement composée de coureurs australiens : UniSA. Ceux-ci, généralement jeunes et prometteurs, ont alors l'occasion de prouver leur valeur sur une compétition internationale, débouchant parfois sur la signature d'un contrat professionnel. L'équipe est parrainée par l'Université d'Australie-Méridionale et a connu depuis sa création deux sélectionneurs : Michele Primaro de 2001 à 2005, puis Dave Sanders de 2006 à aujourd'hui. Par ailleurs sept coureurs de l'équipe ont remporté une étape du Down Under : Luke Roberts en 2001, Russell Van Hout en 2006, Karl Menzies en 2007, Allan Davis en 2008 et William Clarke en 2012, Jack Bobridge et Steele Von Hoff en 2015, tandis que Patrick Jonker inscrit son nom au palmarès de la course en 2004. Composé de huit coureurs jusqu'en 2007, l'effectif est réduit à sept unités dès 2008, et Luke Roberts est le cycliste le plus souvent aligné sous les couleurs australiennes, avec six sélections. L'équipe, dont la vocation première est la promotion de jeunes talents, a révélé des coureurs comme Mitchell Docker, Simon Clarke, Richie Porte, Jack Bobridge, Michael Matthews, Rohan Dennis, Luke Durbridge, les frères Bernard et Wesley Sulzberger, ou encore Michael Hepburn.

### Règlement
Le règlement de course est, comme les autres épreuves de l'UCI World Tour, tiré des normes internationales.

#### Temps de course et délais
Les écarts entre les différents coureurs sont mesurés sur les étapes de plaine par groupe de cyclistes. En effet tous les coureurs d'un même groupe sont crédités à l'arrivée du même temps. En cas de chute ou d'accident mécanique dans les trois derniers kilomètres, les directeurs de course donnent aux participants accidentés le temps du groupe auquel ils appartenaient au moment de l'incident. Enfin sur chaque étape, des délais sont calculés et chaque coureur doit rallier l'arrivée dans les temps, sous peine d'élimination pour « hors-délai ». Le temps accordé aux derniers coureurs varie selon la difficulté des étapes, et est établi sur la moyenne du vainqueur : 4 % pour les étapes de plaine, et jusqu'à 10 % à la fin des étapes de montagne. Cependant la direction de course a la possibilité de rallonger cette durée, notamment quand plus de 20 pour cent du peloton arrive hors délai. Le Tour Down Under n'étant pas ponctué d'étapes de haute montagne, les délais ne posent généralement pas de problème aux coureurs.

#### Bonifications
Le vainqueur d'une étape remporte également dix secondes de bonifications, six secondes sont attribuées au deuxième et quatre au troisième. Les sprints intermédiaires distribuent aussi des secondes de bonifications : trois pour le premier, deux pour le deuxième et une seconde pour le troisième. Ces secondes sont ôtées du temps des coureurs classés sur le podium de ces sprints à l'arrivée.

#### Ravitaillement
Sur chaque étape, à peu près à mi-course, est installée une zone de ravitaillement, dans laquelle les coureurs peuvent prendre des musettes ou des bidons, mais aussi changer de vélo ou autres. Comme sur toutes les autres courses, la zone de ravitaillement représente un danger pour les coureurs comme pour les spectateurs, et une attention particulière est accordée par l'organisation à la sécurité. Par ailleurs les cyclistes peuvent se ravitailler auprès de leurs voitures jusqu'aux vingt derniers kilomètres. Chaque équipe dispose de deux voitures, qui sont rangées d'après le classement par équipes.

#### Assistance technique et médicale
Lorsqu'un coureur est blessé ou accidenté, il peut faire appel à sa voiture d'équipe, la voiture de dépannage neutre ou à la voiture médicale, celle-ci étant placée juste derrière chaque groupe de cyclistes. En cas de blessure donc, le coureur ne peut consulter que le médecin de course. Dans la pratique, il est de coutume que les cyclistes victimes de chute ou d'incident mécanique remontent le peloton dans l'aspiration des voitures des directeurs sportifs.

#### Infractions en course
Les directeurs de course suivent la course sur des motos et surveillent l'attitude des cyclistes et le respect des règles internationales de l'UCI. En cas d'infraction, ceux-ci peuvent sanctionner les fautifs d'amendes, de pénalités de temps ou les disqualifier. Lors des sprints, si un protagoniste tient un comportement dangereux, il peut être déclassé sans perte de temps, à la dernière place du groupe auquel il appartient.

## Aspects économiques

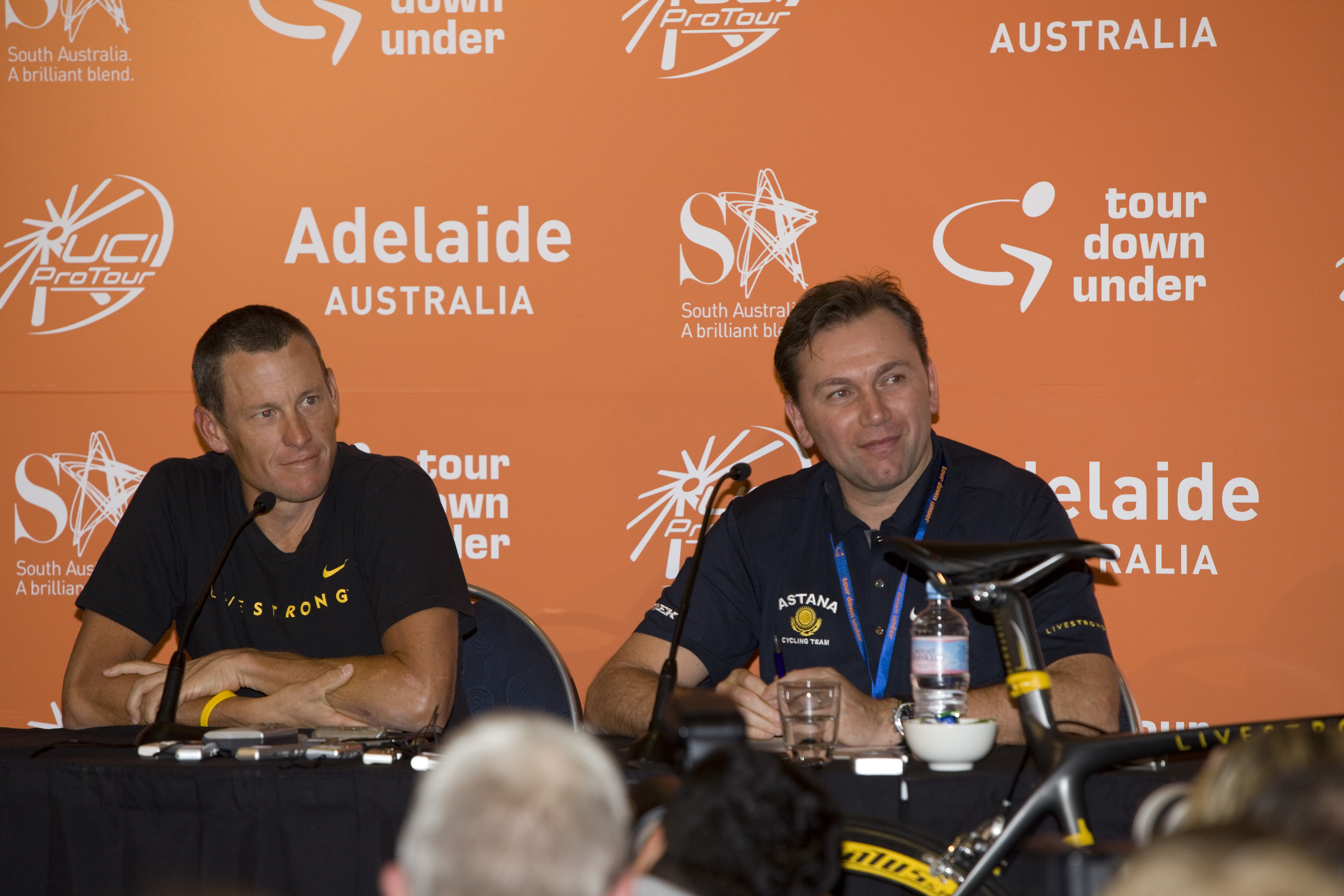
Lance Armstrong et Johan Bruyneel sur l'édition de 2009.

Le Tour Down Under est la propriété de Events South Australia, une division de la commission du tourisme de l'État d'Australie méridionale. C'est donc l'État d'Australie méridionale qui finance majoritairement cette compétition.
Pour ce faire, l’Australie mise sur une politique globale de promotion du cyclisme : organisation massive d'événements cyclistes à tous les étages (courses professionnelles, continentales, amateures) et sur tous les terrains (route, piste, cyclo-cross, BMX ou encore VTT), conversion des moyens de transports des australiens vers la pratique du cyclisme, investissement et subvention à la vente de vélos.

### Budget
Le budget alloué à l'organisation du Tour Down Under n'a cessé de grimper au fur et à mesure des années, avec des événements de plus en plus aboutis. La première édition du Tour Down Under a coûté 1,85 million de dollars australiens. 10 ans plus tard, ce budget fut à lui seul la somme allouée à Lance Armstrong pour participer à la course, tandis que le montant total s'élevait à 14,6 millions de dollars australiens. D'après le ministère du Tourisme, cette augmentation de budget a pour principal objectif de « permettre aux organisateurs d'étendre la notoriété de la course aux marchés européens où le cyclisme est porteur et très suivi ».
En janvier 2013, à la suite des aveux de Lance Armstrong, le Premier ministre d'Australie-Méridionale Jay Weatherill réclame des dédommagements ou des compensations à ce dernier concernant les sommes qui lui ont été allouées en 2009, 2010 et 2011 pour sa participation à la course.

### Impact économique
| Édition | Impact économique (en $) |
| ------- | ------------------------ |
| 2013    | 43,6 millions            |
| 2012    | 42,2 millions            |
| 2011    | 43,3 millions            |
| 2010    | 41,5 millions            |
| 2009    | 39 millions              |
| 2008    | 17,3 millions            |
| 2007    | 11,5 millions            |
| 2006    | -                        |
| 2005    | 13,2 millions            |
| 2004    | 12,5 millions            |
| 2003    | 12,5 millions            |

Selon le ministère du Tourisme, « le Tour Down Under est un grand événement pour l'Australie-Méridionale, générant des millions de dollars [australiens] pour l'économie du pays et présentant l'état comme destination touristique aux téléspectateurs du monde entier ».

### Couverture médiatique
La médiatisation du Tour Down Under a pour objectif de permettre au monde entier de suivre la première manche du World Tour, mais aussi de promouvoir la région de l'Australie-Méridionale. Les aspects touristiques que veut mettre en avant la société organisatrice sont explicitement annoncés : les plages magnifiques, les régions viticoles et les villes modernes.
La diffusion télévisuelle en Australie est assurée en direct par Nine Network, une chaîne de télévision spécialisée dans le sport et le divertissement. À l'étranger, la couverture est assurée sur les cinq continents :
- En France, c'est d'abord Sport+ qui se charge de la diffusion (en différé), tandis que L'Équipe 21 et France Télévisions relayent les résultats dans leurs émissions d'actualité sportive. Entre 2014 et 2016, c'est le groupe de chaînes beIN Sports qui retransmet l'événement sportif. À partir de 2017, la chaîne L'Équipe diffuse en différé l'épreuve.
- En Belgique, ce sont la VTM et la RTBF qui couvrent la course.
- Les antennes de Radio Télévision Luxembourg sont responsables pour le Luxembourg.
- NOS renseigne les Pays-Bas.
- Ailleurs en Europe, il y a TV 2 Sport (en) pour la Norvège, Teledeporte pour l'Espagne, la Rai Sport 2 pour l'Italie ou encore Eurosport News pour l'ensemble du « vieux continent ».
- Le Canada peut regarder la course sur Sportsnet ou sur RDS.
- La BSkyB a acquis les droits de diffusion pour le Royaume-Uni et la Nouvelle-Zélande.
- Aux États-Unis, NBC Sports retransmet l'épreuve.
- La course est aussi diffusé au Japon (J Sports), en Malaisie (Astro Supersport), en Amérique du Sud (Televisa Deportes Network (en) ou DirecTV), ou encore en Afrique (Supersport).

En outre la couverture télévisuelle de la course s'est développé au cours des années, passant de 60 heures au niveau international en 2004 à 200 heures en 2009, 262 heures en 2010 et 284 heures en 2011. Le cap des 300 heures de retransmission est atteint en 2013 avec 306 heures de direct.

### Partenaires
De 2000 à 2006, le nom complet de la course a été Jacob's Creek Tour Down Under, du nom de la marque de vin australienne Jacob's Creek qui sponsorisait la course. Jacob's Creek était fournisseur officiel en 1999 et l'est resté après 2006,. En 2009, la compagnie pétrolière australienne Santos Limited signe un contrat de naming de quatre ans, à compter de l'édition 2010. Ce contrat est renouvelé en janvier 2012, pour une association au nom de la course jusqu'en 2016.
En outre le Tour Down Under est en partenariat avec des entreprises variées. Les sponsors principaux sont Škoda, Malaysia Airlines, Europcar, l'Université d'Australie-Méridionale, Santini SMS, Shimano ou Cancer Council, l'ancien partenaire de la People's Choice Classic. D'autres firmes spécialisées dans le matériel de cyclisme ont des contrats de mécénat ou de commanditaire : Focus Bike, Giant, Lazer, Oakley ou Orbea.
À l'instar du Tour de France, une caravane publicitaire passe sur la route de la course environ une demi-heure avant les cyclistes et distribue des cadeaux aux spectateurs.

## Soutien populaire

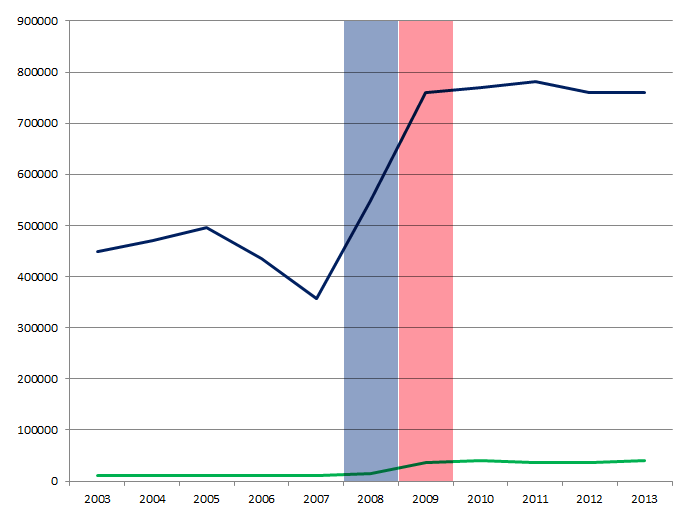

- Intégration dans l'UCI ProTour.
- Participation de Lance Armstrong.

### Spectateurs
La comptabilisation du nombre de spectateurs est assurée par la South Australia Police (en) (SAPOL).
Les premières années mobilisent entre 450 000 et 500 000 personnes sur le bord des routes, ce qui représente environ un tiers de la population d'Australie-Méridionale. Sont compris les spectateurs d'autres états d’Australie et de l'étranger, qui constituent sur les années 2003, 2004 et 2005 en moyenne 2,4 % du total.
À la suite de l'attribution du statut ProTour, l'État d'Australie méridionale enregistre une hausse importante du nombre de spectateurs : il est estimé à 548 000 en 2008, en hausse de 53,5 % par rapport à 2007. Ce record d'affluence est battu en 2009 avec plus de 750 000 spectateurs, bénéficiant de l'« effet Armstrong ». La part de suiveurs étrangers et venant d'autres états a augmenté au cours des années pour atteindre 5,3 % en 2013.

### Organisations

#### Festival of Cycling
Le Festival of Cycling désigne l'organisation de plusieurs événements et cérémonies visant à mettre en valeur le cyclisme et à le rendre accessible aux spectateurs. Sorte de village départ, il se compose de deux parties : un rassemblement ancré à Adélaïde et des activités situées sur chaque étape.
Au cœur d'Adélaïde sont installés le village ainsi qu'une exposition sur la bicyclette.

##### Bupa Challenge Tour
À l'instar de l'« Étape du Tour » organisée par Amaury Sport Organisation sur le Tour de France, l'organisation du Tour Down Under programme le matin de l'étape du vendredi le Bupa Challenge Tour, une course amateure qui permet aux pros comme aux néophytes de parcourir les mêmes routes que le peloton.

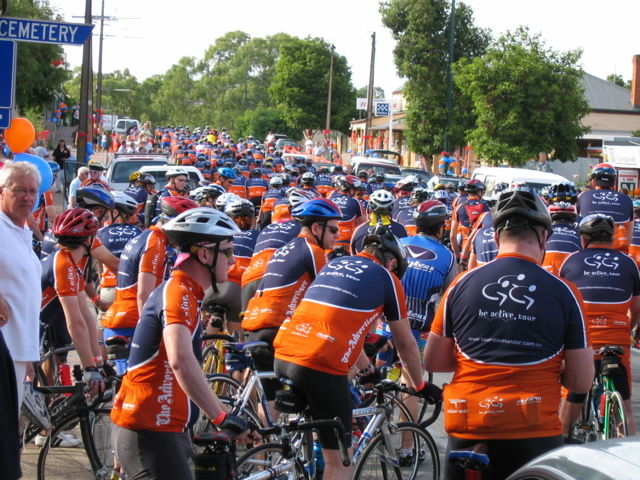
Participants au Be Active Tour 2007

Créée en 2003, cette course amateur était alors connue sous la dénomination Breakaway Tour, et plus de 600 coureurs y participèrent. Ce nombre s'éleva à 1400 cyclistes en 2004, où il acquit le nom de Be Active Tour. En 2005, 1900 cyclotouristes ont rallié Salisbury, Williamstown et Angaston sous une température de 30 °C. L'année suivante, la chaleur écrasante (40 °C) n'a pas découragé les 2500 participants. L'édition 2007 voit la compétition prendre le nom de Mutual Community Challenge Tour, et 2696 amateurs parcourir les routes australiennes. En 2008, le record de participation est à nouveau battu avec 3403 concurrents. L'effet Armstrong provoque une forte augmentation du nombre de participants en 2009 puisque sont comptabilisés 7127 cyclistes. Cette hausse se poursuit en 2010 avec 8099 coureurs, avant de régresser en 2011 avec 7512 amateurs. Cette année-là connait pourtant la participation d'Eddy Merckx. En 2012, la course est renommée sous son aspect actuel : le Bupa Challenge Tour. Le taux de participation revient à son niveau de 2009 : 7036 cyclotouristes.
Par ailleurs, le pourcentage de participants étrangers à la cyclosportive a augmenté de 21 % en 2008 à 33 % en 2012, ce qui corrobore les propos de David Knox, patron de l'entreprise Santos Limited, sur l'internationalisation du Tour Down Under.

##### Legends' Night Dinner
Le Legends' Night Dinner est un dîner de gala où champions cyclistes côtoient des invités passionnés par le cyclisme. Il est organisé au Adelaide Convention Centre (en), un palais des congrès situé dans le quartier huppé d'Adélaïde. Y ont été conviés plusieurs stars du cyclisme comme le quintuple vainqueur du Tour Bernard Hinault, le champion du monde en 2012 Philippe Gilbert, le vainqueur du Tour de France 2010 Andy Schleck, la championne olympique et multiple championne du monde sur piste Anna Meares ainsi que le meilleur cycliste du XXe siècle selon l'UCI Eddy Merckx.

#### Support Obscure TDU Pro
Depuis 2010, des internautes regroupés sur le forum du club cycliste de Port Adelaide lancent l'opération Support Obscure TDU Pro. Ils choisissent un cycliste européen méconnu, ne parlant pas anglais et participant à la course. Ils l'encourageant alors comme si c'était une star (acclamations, graffitis sur la route, demandes d'autographes, séances photos, t-shirt à son effigie, etc).
En 2010, le premier coureur choisi était le néo-professionnel français Arthur Vichot. En 2011, c'était l'Espagnol Ángel Madrazo, et en 2012, le Néerlandais Wouter Mol.

## Palmarès et records

### Palmarès détaillé

#### Podiums
| Année     | Vainqueur         | Deuxième            | Troisième          |
| --------- | ----------------- | ------------------- | ------------------ |
| 1999      | Stuart O'Grady    | Jesper Skibby       | Magnus Bäckstedt   |
| 2000      | Gilles Maignan    | Stuart O'Grady      | Steffen Wesemann   |
| 2001      | Stuart O'Grady    | Kai Hundertmarck    | Fabio Sacchi       |
| 2002      | Michael Rogers    | Alexandre Botcharov | Patrick Jonker     |
| 2003      | Mikel Astarloza   | Lennie Kristensen   | Stuart O'Grady     |
| 2004      | Patrick Jonker    | Robbie McEwen       | Baden Cooke        |
| 2005      | Luis León Sánchez | Allan Davis         | Stuart O'Grady     |
| 2006      | Simon Gerrans     | Luis León Sánchez   | Robbie McEwen      |
| 2007      | Martin Elmiger    | Karl Menzies        | Lars Bak           |
| 2008      | André Greipel     | Allan Davis         | José Joaquín Rojas |
| 2009      | Allan Davis       | Stuart O'Grady      | José Joaquín Rojas |
| 2010      | André Greipel     | Luis León Sánchez   | Gregory Henderson  |
| 2011      | Cameron Meyer     | Matthew Goss        | Ben Swift          |
| 2012      | Simon Gerrans     | Alejandro Valverde  | Tiago Machado      |
| 2013      | Tom-Jelte Slagter | Javier Moreno       | Geraint Thomas     |
| 2014      | Simon Gerrans     | Cadel Evans         | Diego Ulissi       |
| 2015      | Rohan Dennis      | Richie Porte        | Cadel Evans        |
| 2016      | Simon Gerrans     | Richie Porte        | Sergio Henao       |
| 2017      | Richie Porte      | Esteban Chaves      | Jay McCarthy       |
| 2018      | Daryl Impey       | Richie Porte        | Tom-Jelte Slagter  |
| 2019      | Daryl Impey       | Richie Porte        | Wout Poels         |
| 2020      | Richie Porte      | Diego Ulissi        | Simon Geschke      |
| 2021-2022 | annulé            | annulé              | annulé             |
| 2023      | Jay Vine          | Simon Yates         | Pello Bilbao       |
| 2024      | Stephen Williams  | Jhonatan Narváez    | Isaac Del Toro     |
| 2025      | Jhonatan Narváez  | Javier Romo         | Finn Fisher-Black  |

#### Vainqueurs des classements annexes
| Année | Classement par points     | Classement de la montagne   | Classement des jeunes   | Classement par équipes          |
| ----- | ------------------------- | --------------------------- | ----------------------- | ------------------------------- |
| 1999  | Brett Aitken (23°)        | Christian Andersen (5°)     | Cadel Evans (12°)       | Home-Jack & Jones (2°)          |
| 2000  | Guillaume Auger (19°)     | René Jorgensen (9°)         | Sandy Casar (5°)        | Ag2r Prévoyance (1°)            |
| 2001  | Graeme Brown (71°)        | Robert Tighello (19°)       | Gene Bates (17°)        | Credit Agricole (1°)            |
| 2002  | Robbie McEwen (26°)       | Cadel Evans (4°)            | David McPartland (19°)  | Mapei-QuickStep (4°)            |
| 2003  | Andrea Tafi (30°)         | Cadel Evans (10°)           | Gene Bates (19°)        | ONCE (6°)                       |
| 2004  | Robbie McEwen (2°)        | Paolo Tiralongo (17°)       | Philippe Gilbert (4°)   | UniSA (1°)                      |
| 2005  | Robbie McEwen (59°)       | Gene Bates (11°)            | Luis Leon Sanchez (1°)  | Liberty-Seguros Wurth (1°)      |
| 2006  | Allan Davis (23°)         | Cadel Evans (14°)           | William Walker (4°)     | UniSA (5°)                      |
| 2007  | Laurent Brochard (52°)    | Serge Pauwels (17°)         | Simon Clarke (10°)      | Predictor-Lotto (4°)            |
| 2008  | André Greipel (1°)        | Philippe Gilbert (11°)      | José Joaquin Rojas (3°) | Française des Jeux (4°)         |
| 2009  | Allan Davis (1°)          | Markel Irizar (18°)         | José Joaquin Rojas (3°) | Française des Jeux (5°)         |
| 2010  | André Greipel (1°)        | Thomas Rohregger (49°)      | Jurgen Roelandts (8°)   | Ag2r la Mondiale (31°)          |
| 2011  | Matthew Goss (2°)         | Luke Roberts (10°)          | Cameron Meyer (1°)      | Movistar (6°)                   |
| 2012  | Edvald Boasson Hagen (7°) | Rohan Dennis (5°)           | Rohan Dennis (5°)       | RadioShack-Nissan (3°)          |
| 2013  | Geraint Thomas (3°)       | Javier Moreno (2°)          | Tom-Jelte Slagter (1°)  | RadioShack-Leopard (5°)         |
| 2014  | Simon Gerrans (1°)        | Adam Hansen (9°)            | Jack Haig (17°)         | Orica-GreenEDGE (1°)            |
| 2015  | Daryl Impey (7°)          | Jack Bobridge (61°)         | Rohan Dennis (1°)       | Movistar (5°)                   |
| 2016  | Simon Gerrans (1°)        | Sergio Henao (3°)           | Jay McCarthy (4°)       | Cannondale (10°)                |
| 2017  | Caleb Ewan (89°)          | Thomas De Gendt (94°)       | Jhonatan Restrepo (10°) | UniSA (11°)                     |
| 2018  | Peter Sagan (32°)         | Nicholas Dlamini (99°)      | Egan Bernal (6°)        | Bahrain Merida (7°)             |
| 2019  | Patrick Bevin (41°)       | Jason Lea (107°)            | Chris Hamilton (6°)     | UAE Team Emirates (9°)          |
| 2020  | Jasper Philipsen (71°)    | Joey Rosskopf (23°)         | Pavel Sivakov (16°)     | Team Ineos (4°)                 |
| 2023  | Michael Matthews (43°)    | Mikkel Frølich Honoré (84°) | Magnus Sheffield (4°)   | UAE Team Emirates (1°)          |
| 2024  | Sam Welsford (99°)        | Luke Burns (67°)            | Isaac Del Toro (3°)     | Decathlon Ag2r la Mondiale (8°) |
| 2025  | Sam Welsford (114°)       | Fergus Browning (39°)       | Albert Philipsen (17°)  | Lidl-Trek (9°)                  |

### Les principaux records
(En gras les coureurs actifs en 2024)
| Victoires au classement général - 4. Simon Gerrans en 2006, en 2012, en 2014 et en 2016 - 2. Stuart O'Grady en 1999 et en 2001 - 2. André Greipel en 2008 et en 2010 - 2. Daryl Impey en 2018 et en 2019 - 2. Richie Porte en 2017 et en 2020 Podiums - 6. Stuart O'Grady (1999 : 1er, 2000 : 2e, 2001 : 1er, 2003 : 3e, 2005 : 3e, 2009 : 2e) - 6. Richie Porte (2015 : 2e, 2016 : 2e, 2017 : 1er, 2018 : 2e, 2019 : 2e, 2020 : 1er) - 4. Simon Gerrans (2006 : 1er, 2012 : 1er, 2014 : 1er, 2016 : 1er) - 3. Luis León Sánchez (2005 : 1er, 2006 : 2e, 2010 : 2e) - 3. Allan Davis (2005 : 2e, 2008 : 2e, 2009 : 1er) Classement général (par pays) - 14. Australie - 2. Allemagne - 2. Espagne - 2. Afrique du Sud - 1. France - 1. Pays-Bas - 1. Suisse Meilleur grimpeur - 3. Cadel Evans en 2002, 2003 et 2006 Classement par points - 3. Robbie McEwen en 2002, en 2004 et en 2005 - 2. Allan Davis en 2006 et en 2009 - 2. André Greipel en 2008 et en 2010 Victoires d’étapes - 18. André Greipel - 12. Robbie McEwen - 9. Caleb Ewan - 8. Richie Porte - 6. Allan Davis - 5. Simon Gerrans | Victoires d'étapes sur un même Tour - 4. Robbie McEwen en 2002 - 4. André Greipel en 2008 - 4. Caleb Ewan en 2017 - 3. Robbie McEwen en 2005 - 3. Allan Davis en 2009 - 3. André Greipel en 2010, en 2012 et en 2013 Victoires d'étapes consécutives - 3. André Greipel : 4e, 5e et 6e étapes en 2008 Victoires individuelles d'étapes par nations - 72. Australie - 24. Allemagne - 10. Italie - 9. Espagne - 5. Royaume-Uni - 4. Belgique - 3. Pays-Bas - 2. France - 2. Nouvelle-Zélande - 2. Slovaquie - 1. Afrique du Sud - 1. Danemark - 1. Irlande - 1. Portugal Les écarts les plus serrés à l'arrivée du Tour - 0 seconde, entre Mikel Astarloza et Lennie Kristensen en 2003 - 0 seconde, entre Simon Gerrans et Alejandro Valverde en 2012 - 0 seconde, entre Daryl Impey et Richie Porte en 2018 - 1 seconde, entre Simon Gerrans et Cadel Evans en 2014 - 2 secondes, entre Cameron Meyer et Matthew Goss en 2011 - 2 secondes, entre Stuart O'Grady et Kai Hundertmarck en 2001 - 3 secondes, entre Martin Elmiger et Karl Menzies en 2007 - 7 secondes, entre Simon Gerrans et Luis León Sánchez en 2006 Vainqueur le plus jeune dans un Tour - Luis León Sánchez à l'âge de 21 ans en 2005 Vainqueur le plus âgé dans un Tour - Patrick Jonker à l'âge de 34 ans en 2004 |

## Compétitions féminines
Depuis 2004, une course par étapes féminine est organisée dans la même période que la course masculine.